# Tomo Vukšić
Mons. Tomo Vukšić (* 9. ledna 1954, Studenci) je bosenský římskokatolický kněz, biskup a vojenský ordinář Bosny a Hercegoviny.

## Život
Narodil se 9. ledna 1954 v Studenci. Filosofii a teologii studoval v Sarajevu. V letech 1977-1978 absolvoval povinnou vojenskou službu. Dne 3. prosince 1979 přijal svěcení na jáhna arcibiskupem Markem Jozinovićem. Na kněze byl vysvěcen 29. června 1980 biskupem Petarem Čulem. Byl farním vikářem katedrály v Mostaru. Na Papežském východním institutu roku 1984 dosáhl magisterského titulu z ekumenické teologie a roku 1986 na Papežské univerzitě Urbaniana doktorátu z kanonického práva.
V letech 1986-1988 byl tajemníkem diecéze a biskupa Pavaa Žaniće. Poté byl znovu studentem Papežském východním institutu kde získal doktorát s tezí „Vztahy mezi katolíky a pravoslavnými v Bosně a Hercegovině v letech 1878 - 1903“.
Po návratu domů byl také předsedou Teologického institutu v Mostaru, profesor na Teologickém institutu v Dubrovníku, vice-rektor semináře v Sarajevu, soudní vikář diecéze Mostar-Duvno, ředitel Katolické tiskové agentury Biskupské konference Bosny a Hercegoviny.
Byl generálním vikářem diecéze Mostar-Duvno.
Dne 1. února 2011 jej papež Benedikt XVI. jmenoval biskupem a vojenským ordinářem nově vzniklého ordinariátu. Biskupské svěcení přijal 2. dubna 2011 z rukou kardinála Vinka Puljiće a spolusvětiteli byli biskup Ratko Perić a biskup Franjo Komarica.
Má výbornou znalost italštiny, ovládá také němčinu a francouzštinu.